# NGC 731
NGC 731 este o galaxie eliptică situată în constelația Balena. A fost descoperită în 10 ianuarie 1785 de către William Herschel.